# Sylvesterpunsch
Sylvesterpunsch (in manchen Programminformationen Silvesterpunsch geschrieben) ist die zwölfte Folge der deutschen Sitcom Ein Herz und eine Seele. Sie handelt von den Silvesterfeierlichkeiten der Familie Tetzlaff, während denen das Familienoberhaupt Alfred einen Punsch kochen möchte. Bei der Zubereitung des Getränks kommt es zu einigen Komplikationen, daneben verfällt Alfred in mehrere politischen Tiraden.
Die Episode wurde als erste der Serie in Farbe ausgestrahlt. Zudem wechselte Ein Herz und eine Seele ab dieser Folge vom WDR in die ARD. In der Gegenwart gilt Sylvesterpunsch als Klassiker der Serie. Seit Ende der 1990er Jahre ist die Episode aufgrund regelmäßiger Wiederholungen am 31. Dezember ähnlich wie der Sketch Dinner for One ein fester Bestandteil des Silvester-Fernsehprogramms der dritten ARD-Programme.

## Handlung
Alfred Tetzlaff kocht an Silvester, als er von Michael, dem Ehemann seiner Tochter Rita, unterbrochen wird. Michael weist ihn darauf hin, dass gleich die Neujahrsansprache des Bundeskanzlers im Fernsehen kommt. Obwohl sich Alfred diese früher jedes Jahr angesehen hat, reagiert er auf den Hinweis verärgert. Er erklärt seiner dazugekommenen Ehefrau Else und Michael, dass es einen Unterschied zwischen „gelernten Staatsmännern“ wie dem vorherigen Kanzler Kiesinger und „Laienpredigern“ wie seinem Nachfolger Brandt gebe. Else sinniert anschließend zum Leidwesen der Männer über Kiesinger, den sie mit Henry Kissinger verwechselt und für einen Juden hält. Zudem glaubt sie, dass die Amtszeit der Bundeskanzler mit deren Tod endet.
Else entdeckt nach ihren Ausführungen, dass Alfred einen Punsch kocht. Sie erzürnt ihren Ehemann, indem sie das Getränk immer wieder als Bowle bezeichnet. Elses Irrtum ist nicht das Einzige, was Alfred während des Kochens aufregt. Er schimpft auch über Brandts häufige Dienstreisen, angeblich fehlende Schulbildung und „Geschenke“ an ausländische Regierungen, beispielsweise die deutschen Ostgebiete. Als Alfred danach den kochend heißen Punsch in das Bowlengefäß gießen will, zerbricht dieses aufgrund des Temperaturunterschiedes und der Punsch ergießt sich über seinen rechten Fuß. Beim Essen im Wohnzimmer nimmt Alfred die auf dem Tisch stehende Kartoffelschüssel, leert sie und kühlt seinen Fuß darin. Daraufhin bricht Else kurzzeitig in Tränen aus, während sich Alfred über Michaels und Ritas Freunde, die später zu Gast kommen sollen, beklagt, da sie „Komsomolzen“ und „Hippies“ seien.
Als Else während ihrer Kritik an Alfreds Tischmanieren eine Bemerkung über Gastarbeiter macht, lästert er über die angebliche Unkultiviertheit der Türken, Vorliebe der Italiener für Spaghetti und Fahrweise der Beduinen. Weiterhin sollten alle Fremdarbeiter in den Norden „zum Stolzenberg“ gehen und die dortigen Städte sowie Inseln unter sich aufteilen. Das Abendessen ist kurz darauf beendet, weswegen Else die Wohnung dekorieren will und Alfred neuen Punsch ansetzt. Nach einer Diskussion über seine Liebe zur deutschen Nationalhymne wird Alfred von den anderen in der Küche allein gelassen, worauf er den Punschtopf fast allein leertrinkt. Während sich Else und Rita umziehen, kommt Michael in die Küche. Er probiert eine Tasse, die Punschqualität bewertet er mit einem heiseren: „Klasse“. Auf seine Frage nach dem Rezept verrät Alfred, dass dies ein altes, geheimes Familienrezept sei und sein Großvater den Rum dafür noch selbst gebrannt habe. Auf Michaels anschließende Frage, was denn außer Rum noch im Punsch sei, weiht Alfred ihn ein: „Nichts, das ist ja das Geheimnis“. Danach trinkt Michael noch eine Tasse und ist ebenso wie sein Schwiegervater betrunken. Die beiden gehen zurück ins Wohnzimmer, wo Alfred sich über Elses Kleid lustig macht. Als die beiden unter sich sind, überredet sie ihn zu einem Tango. Die beiden tanzen gemeinsam fröhlich, anschließend tanzt Alfred allein weiter, bis er hinfällt und die Deckengirlande teilweise herunterreißt.

## Produktion
Die Episode war die erste, die in Farbe und in der ARD statt im WDR ausgestrahlt wurde. Wie in der Serie üblich, wurden auch hier Details aus früheren Folgen übernommen. Alfred verwendete in der ersten Episode Das Hähnchen eine Salatschüssel, um ein Fußbad „für die Durchblutung“ zu nehmen. Elses Erwähnung ihres aufgeplatzten Hochzeitskleids und ihre Idee, sich eine Robe von Nachbarin Suhrbier zu leihen, kamen bereits in der siebten Folge Silberne Hochzeit vor. Alfreds Erklärungen über Willy Brandts häufigen kostspieligen Dienstreisen, nicht vorhandene Schulbildung und Gefälligkeiten für andere Staaten sowie Elses falsche Kenntnisse über Brandts Vorgänger stammen aus der achten Episode Urlaubsvorbereitung. Daneben erwähnt Alfred, dass er und Else 1949 geheiratet haben und im nächsten Jahr (also 1974) silberne Hochzeit feiern. Allerdings deckt sich dies nicht mit der vorigen Folge Silberne Hochzeit von April 1973.
Alfreds bekanntes Zitat „Pass doch auf, du Arschloch!“ hat in dieser Folge seinen Ursprung. Er sagte den Spruch danach noch in der Episode Rosenmontagszug und der Farbfilmversion von Urlaubsvorbereitung.

## Veröffentlichung

### Fernsehausstrahlungen
Sylvesterpunsch wird seit den 1990er Jahren auf fast allen dritten Programmen der ARD (BR, HR, MDR, NDR, RBB, SWR, WDR sowie auf Tagesschau24) an Silvester und vereinzelt an Neujahr ausgestrahlt. In manchen Programmübersichten wird der Episodentitel orthographisch korrekt mit i statt y geschrieben.
Spätestens seit Silvester 2023 wird der Ausstrahlung eine Hinweistafel vorgeschaltet, dass die Sendung Aussagen enthält die nicht mehr zeitgemäß sind.

„Das folgende Programm wird, als Bestandteil der Fernsehgeschichte, in seiner ursprünglichen Form gezeigt. Es enthält Passagen, die heute als diskriminierend betrachtet werden.“

 Solche Hinweistafeln mit diesem Text wurden 2023 schon vor Sendungen des WDR Fernsehens wie Schmidteinander mit Harald Schmidt, der Otto-Show mit Otto Waalkes und Schimanski-Tatorten mit Götz George eingeblendet.

### Heimkino
Der Rowohlt Verlag veröffentlichte 1974 die Drehbücher von Sylvesterpunsch und der 13. Folge Der Ofen ist aus als Taschenbuch. Sylvesterpunsch erschien daneben mit der elften Episode Der Sittenstrolch als Hörspiel auf CD. Die Folge wurde zudem eigenständig auf VHS und DVD herausgebracht.

### Theateraufführungen
Von 2008 bis 2022 wurde Sylvesterpunsch innerhalb von Theateradaptionen einiger Episoden der Serie an Veranstaltungsorten in mehreren Bundesländern aufgeführt. Dazu gehörten Vorstellungen in Münster, Bremen, Unna, Dinkelsbühl, Essen, Leipzig und Eckwarden.

## Rezeption
Seitdem Sylvesterpunsch regelmäßig an diesem Tag im Fernsehen gezeigt wird, hat sich das Ansehen der Folge, die als Klassiker der Serie Ein Herz und eine Seele gilt, in Deutschland zu einer Silvestertradition entwickelt. Diese Ausstrahlungen zählen regelmäßig relativ hohe Einschaltquoten. Beispielsweise erreichte die Episode im WDR 2010 2,45 Millionen Zuschauer, was einem Marktanteil von 11,2 Prozent entsprach. Die spätere Ausstrahlung im NDR verfolgten 1,69 Millionen Zuschauer. Der Anteil der werberelevanten Zielgruppe von 14 bis 49 Jahren betrug dabei 8,5 beziehungsweise 7,7 Prozent.
Die Folge wird mitunter mit dem Sketch Dinner for One verglichen, der ebenfalls jährlich an diesem Tag von etlichen Zuschauern gesehen wird. Eine SWR3-Rezension aus dem Jahr 2022 zog in Bezug auf Dinner for One einen negativen Vergleich mit Sylvesterpunsch. Im Gegensatz zum erstgenannten Sketch liefere die Folge mit Ekel Alfred gehaltvolle Pointen, die weder stumpfsinnig ausfielen noch eine Diskriminierung von Dementen darstellten. Jens Wiesner schrieb im Stern, dass er Sylvesterpunsch Dinner for One vorziehe, da in der Episode der „anarchischen“ Serie in die „hässliche Fratze“ des „reaktionären Spießertums“ geblickt werde.